# Dragon’s Kiss (album)
Dragon’s Kiss – pierwszy album studyjny amerykańskiego wirtuoza gitary Marty’ego Friedmana. Wydawnictwo ukazało się 8 sierpnia 1988 roku nakładem wytwórni muzycznej Shrapnel Records. Nagrania zostały zarejestrowane Prairie Sun Studio B.

## Lista utworów
Opracowano na podstawie materiału źródłowego.
1. „Saturation Point” – 4:52
2. „Dragon Mistress” – 3:41
3. „Evil Thrill” – 5:30
4. „Namida (Tears)” – 2:43
5. „Anvils” – 2:38
6. „Jewel” – 4:05
7. „Forbidden City” – 8:18
8. „Thunder March” – 4:11

## Twórcy
Opracowano na podstawie materiału źródłowego.

- Marty Friedman – gitara rytmiczna, gitara prowadząca, gitara basowa, produkcja muzyczna
- Deen Castronovo – perkusja
- Jason Becker – gitara prowadząca (utwory 1, 6)
- Dave Stephens – oprawa graficzna
- Dino Alden – inżynieria dźwięku
- Mike Varney – producent wykonawczy
- George Horn – mastering
- Pat Johnson Studios – zdjęcia
- Ross Pelton – zdjęcia